# Sebastián Moya
Pour les articles homonymes, voir Moya.
Moya  Ramírez est un nom espagnol. Le premier nom de famille, en général paternel, est Moya ; le second, en général maternel, souvent omis, est Ramírez.
Sebastián Moya Ramírez (né le 15 janvier 1997 à Paraíso (es)) est un coureur cycliste costaricien.

## Palmarès et résultats

### Par année
- 2012
  - 3e du championnat du Costa Rica sur route cadets
- 2016
  - 4e étape de la Vuelta de la Juventud Costa Rica
- 2017
  - Vuelta de la Juventud Costa Rica :
    - Classement général
    - 1re étape
- 2018
  - 3e étape de la Vuelta de la Juventud Costa Rica
  - 4e étape du Tour du Costa Rica
  - 2e de la Vuelta de la Juventud Costa Rica
  - 3e du championnat du Costa Rica sur route espoirs
- 2019
  - 4e étape de la Vuelta de la Juventud Costa Rica
  - Clásica Nicoya :
    - Classement général
    - 3e étape

  - 8e étape du Tour du Costa Rica
  - 2e du championnat du Costa Rica du contre-la-montre espoirs
- 2022
  - 6e étape du Tour du Costa Rica
- 2023
  - 9e étape du Tour du Costa Rica
  - 2e du championnat du Costa Rica du contre-la-montre par équipes

### Classements mondiaux
| Année                                 | 2018  | 2019  | 2020  | 2021  | 2022 | 2023  |
| ------------------------------------- | ----- | ----- | ----- | ----- | ---- | ----- |
| Classement mondial                    | 2211e | 1604e | 1164e | 1740e | nc   | 2135e |
| UCI America Tour                      | 285e  | 237e  | 96e   | 289e  | nc   | nc    |
|                                       |       |       |       |       |      |       |
| Légende : nc = non classéSource : UCI |       |       |       |       |      |       |